# Glyphodes lupinalis
Glyphodes lupinalis là một loài bướm đêm trong họ Crambidae.